# Heinrich Stolle
Heinrich Stolle (* 12. Oktober 1840 in Frankenhausen; † 17. Mai 1911 in Meerane) war ein deutscher sozialdemokratischer Politiker.

## Leben
Der Vater war Maurer. Er selbst war Musiker. Zuletzt war Stolle Musikdirektor in Meerane. Zu einem nicht bekannten Zeitpunkt schloss er sich der sozialdemokratischen Bewegung an. Außerdem engagierte er sich in der Genossenschaftsbewegung. So war Stolle 1901 Mitglied des Aufsichtsrates und von 1903 bis 1911 Mitglied im Vorstand des Konsumvereins von Meerane.
In dieser Stadt gehörte er auch der Stadtverordnetenversammlung an. Von 1889 bis 1901 gehörte er der zweiten Kammer des sächsischen Landtags an. Seit 1890 kandidierte er mehrfach vergeblich auch für den Reichstag.